# The Untouchable
The Untouchable è il quarto album in studio del rapper statunitense Scarface, pubblicato nel 1997.

## Tracce
1. Untouchable – 2:04
2. No Warning – 3:12
3. Southside – 2:49
4. Sunshine – 4:39
5. Money Makes the World Go 'Round (featuring Daz Dillinger, Devin the Dude & K.B.) – 5:47
6. For Real – 5:19
7. Ya' Money or Ya' Life – 6:17
8. Mary Jane – 5:39
9. Smile (featuring 2Pac & Johnny P.) – 5:01
10. Smartz (featuring Devin the Dude) – 5:32
11. Faith – 4:39
12. Game Over (featuring Dr. Dre, Ice Cube & Too Short) – 3:52